# Karl Griewank
Karl Christian Gustav Griewank (né le 16 août 1900 à Bützow et mort le 27 octobre 1953 à Iéna) est un historien allemand.

## Biographie
Karl Griewank, fils du médecin et conseiller médical de Bützow Otto Griewank (1865-1918) et de son épouse Christine, née Brum (1878-1961), passe son Abitur au lycée de Bützow à l'âge de 18 ans. En raison de l'armistice, il n'est plus appelé au service militaire à la fin de la Première Guerre mondiale. Après avoir étudié l'histoire, la philologie allemande, la philosophie et l'économie à Göttingen, Leipzig, Rostock et Berlin, il obtient son doctorat sous la direction de Willy Andreas (de) en 1849 à Rostock à l'âge de 22 ans avec la thèse Friedrich Wilhelm Held (de) et le libéralisme vulgaire et le radicalisme à Leipzig et Berlin de 1842 à 1842. Au cours de ses études, il devient membre du Rostocker Wingolf (de).
Il travaille ensuite d'abord comme tuteur privé, écrivain universitaire et également comme rédacteur local du Charlottenburger Tageszeitung, proche du DDP. À partir de 1926, il est employé à plein temps de la Communauté d'urgence de la science allemande (de), plus tard de la Fondation allemande pour la recherche (DFG). Il y assume ensuite le rôle de chef du département des sciences humaines. Il mène des études sur la période des réformes prussiennes. L'accent est mis ici sur la reine Louise, August Neidhardt von Gneisenau et Karl August von Hardenberg.
Pendant l'ère national-socialiste, Griewank met en œuvre les orientations politiques visant à restructurer le contenu de la DFG, mais ne rejoint pas le NSDAP ni l'Association nationale-socialiste des enseignants allemands (de). Il figure cependant dans le Sturmrolle de la SA depuis le 15 octobre 1933 comme membre de la SA avec le grade de Sturmmann. En 1936, il est libéré pour cause de grave maladie. La même année, il rejoint le Secours populaire national-socialiste. Griewank, qui a des convictions chrétiennes, est en contact avec  contact avec l'Église confessante depuis 1934, mais travaille également sur le projet national-socialiste « Utilisation guerrière des sciences humaines (de) ». En 1942, il complète son habilitation avec l'ouvrage Der Wiener Kongreß und die Neuordnung Europas. Ce faisant, il fournit une vision globale du congrès qui prend en compte non seulement l'Europe-Centrale, mais aussi l'Europe du Nord et du Sud. Griewank traite des documents d'archives à Paris, Vienne et Berlin. Un exploit qu’aucun historien après lui ne réussit. L'ouvrage est réédité sous une forme révisée en 1954. En 1943, Griewank devient professeur d'histoire à l'Université Frédéric-Guillaume de Berlin, plus tard à l'Université Humboldt.
Après la fin de la guerre et la réouverture des universités, Griewank est nommé professeur en tant qu'historien moderne politiquement insensible. En 1947, il prend le poste de rédacteur en chef de la Deutsche Litteraturzeitung (de). La même année, il s'installe à Iéna et y assume également le rôle de doyen. Pour remédier au manque de manuels scolaires dans la période d'après-guerre, il rédige un bref récit de la Révolution française de 1789 à 1799. L'idée de démocratie, formulée de manière très différente à l'époque, est au centre de son travail et il traite principalement de la Révolution française et de la Révolution de 1848. Son essai Ursachen und Folgen des Scheiterns der deutschen Revolution von 1848, tiré de son discours du 100e anniversaire, reçoit beaucoup d'attention. Dans le cadre de ses travaux sur la Révolution française, il traite de l'universalité des droits de l'homme.
Griewank, doyen d'une université est-allemande, se retrouve en tension avec les changements politiques qui émergent dans la zone d'occupation soviétique et plus tard en RDA. Les forces politiques du SED tentent de restreindre l'indépendance politique restante des universités et de mettre en œuvre leurs orientations idéologiques, ce qui affecte particulièrement le domaine de travail de Griewank. Malgré la résistance de sa faculté, le professeur de philosophie Hans Leisegang (de) est démis de ses fonctions. Le recteur d'Iéna, Friedrich Hund, est contraint de démissionner et remplacé par Otto Schwarz (SED).
À partir de 1950, la direction du parti d'usine SED, aux réunions du secrétariat de laquelle Otto Schwarz participe également, a également l'intention de dénoncer Karl Griewank. Une mention faite par Griewank de l'historien nationaliste Heinrich von Treitschke est utilisée pour accuser Griewank de glorifier les nationalistes. Griewank nie ces allégations et remet au recteur son manuscrit pour prouver qu'il n'a mentionné Treitschke que dans le cadre d'un aperçu de la littérature plus ancienne. Cependant, Black ne le soutient pas.
Griewank accepte le matérialisme historique propagé par le SED comme principe heuristique, mais précise qu’il ne s’agit pas d’une méthode contraignante. Les conflits se sont intensifiés. En janvier 1951, le groupe marxiste estime que les différentes directions de la science ne sont pas égales, mais qu'il faut faire une distinction fondamentale entre les directions progressistes et réactionnaires. Griewank et les fractions bourgeoises et non marxistes du corps étudiant comme lui rejettent ce point de vue.
Dans des lettres, Griewank déclare à des tiers qu'en tant que non-marxiste, il ne peut pas maintenir très longtemps sa position en RDA. Malgré ce conflit et cette hostilité, Griewank n'est pas complètement isolé dans la communauté scientifique de la RDA et jouit d'une grande réputation. Ainsi, en 1952, on lui propose un contrat dit individuel. Grâce à de tels contrats, la RDA s'efforce de retenir sur son territoire des scientifiques particulièrement importants. Griewank est membre de l'Académie allemande des sciences. En 1952, il est également nommé au « Conseil consultatif scientifique du Département d'histoire ». Lors d'une conférence d'historiens de la RDA en juin 1952, il donne une conférence controversée mais également acclamée sur le concept moderne de révolution. Griewank joue finalement un rôle de médiateur entre l'Est et l'Ouest et les différentes approches politiques.
Griewank est également membre de l'Académie bavaroise des sciences et secrétaire de sa commission historique. En même temps, il est considéré comme un pont important entre les membres de l'Union des historiens allemands de l'Est et de l'Ouest. Malgré une offre de Munich, il reste à Iéna parce qu'il estimait qu'il a une obligation envers ses étudiants et que la RDA est alors attachée à l'objectif de l'unité allemande. Il est également membre du conseil scientifique du Musée de l'histoire allemande (de).
Peu de temps après son retour de la journée des historiens à Brême en 1953, Griewank se suicide. Malgré la situation politique et professionnelle difficile, on suppose que les motivations sont des problèmes de santé personnelle et non le climat social.

## Travaux
- Friedrich Wilhelm Held und der vulgäre Liberalismus und Radikalismus in Leipzig und Berlin 1842 bis 1849, Rostock 1922; dans: Forschungen zur brandenburgischen und preußischen Geschichte. Vol. 36 (1924), p. 14 ff.
- Der Wiener Kongreß und die Neuordnung Europas, Leipzig 1942.
- Deutsche Studenten und Universitäten in der Revolution von 1848, Weimar 1949.
- Ursachen und Folgen des Scheiterns der deutschen Revolution von 1848. Dans: Historische Zeitschrift, Vol. 170 (1950), p. 495–524.
- Dr. Wirth und die Krisen der Weimarer Republik. Dans: Wissenschaftliche Zeitschrift der Universität Jena, Jg. 1951/52, Heft 2, p. 1–10.
- Das Problem des christlichen Staatsmannes bei Bismarck. Wichern, Berlin 1953 (= Schriften der Evangelischen Forschungsakademie Ilsenburg, Heft 11).
- Der neuzeitliche Revolutionsbegriff. Entstehung und Entwicklung. Böhlau, Weimar, 1955, 3e édition, Hambourg 1992,  (ISBN 3-434-50010-3).